# CENTG1
CENTG1 (Arf-GAP sa GTPazom, ANK ponavljanje i protein 2 koji sadrži PH domen) je enzim koji je kod ljudi kodiran  genom.

## Interakcije
formira interakcije sa PIK3R1,  i EPB41L1.

## Literatura
- Nagase T; Seki N; Ishikawa K (1996). „Prediction of the coding sequences of unidentified human genes. V. The coding sequences of 40 new genes (KIAA0161-KIAA0200) deduced by analysis of cDNA clones from human cell line KG-1.”. DNA Res. 3 (1): 17—24. PMID 8724849. doi:10.1093/dnares/3.1.17.
- Elkahloun AG; Krizman DB; Wang Z (1997). „Transcript mapping in a 46-kb sequenced region at the core of 12q13.3 amplification in human cancers.”. Genomics. 42 (2): 295—301. PMID 9192850. doi:10.1006/geno.1997.4727.
- Ye K; Hurt KJ; Wu FY (2001). „Pike. A nuclear gtpase that enhances PI3kinase activity and is regulated by protein 4.1N.”. Cell. 103 (6): 919—30. PMID 11136977. doi:10.1016/S0092-8674(00)00195-1.
- Ye K; Aghdasi B; Luo HR (2002). „Phospholipase C gamma 1 is a physiological guanine nucleotide exchange factor for the nuclear GTPase PIKE.”. Nature. 415 (6871): 541—4. PMID 11823862. doi:10.1038/415541a.
- Nie Z; Stanley KT; Stauffer S (2003). „AGAP1, an endosome-associated, phosphoinositide-dependent ADP-ribosylation factor GTPase-activating protein that affects actin cytoskeleton.”. J. Biol. Chem. 277 (50): 48965—75. PMID 12388557. doi:10.1074/jbc.M202969200.
- Strausberg RL; Feingold EA; Grouse LH (2003). „Generation and initial analysis of more than 15,000 full-length human and mouse cDNA sequences.”. Proc. Natl. Acad. Sci. U.S.A. 99 (26): 16899—903. PMC 139241 . PMID 12477932. doi:10.1073/pnas.242603899.
- Xia C; Ma W; Stafford LJ (2003). „GGAPs, a new family of bifunctional GTP-binding and GTPase-activating proteins.”. Mol. Cell. Biol. 23 (7): 2476—88. PMC 150724 . PMID 12640130. doi:10.1128/MCB.23.7.2476-2488.2003.
- Rong R; Ahn JY; Huang H (2003). „PI3 kinase enhancer-Homer complex couples mGluRI to PI3 kinase, preventing neuronal apoptosis.”. Nat. Neurosci. 6 (11): 1153—61. PMID 14528310. doi:10.1038/nn1134.
- Ota T; Suzuki Y; Nishikawa T (2004). „Complete sequencing and characterization of 21,243 full-length human cDNAs.”. Nat. Genet. 36 (1): 40—5. PMID 14702039. doi:10.1038/ng1285.
- Ahn JY; Rong R; Kroll TG (2004). „PIKE (phosphatidylinositol 3-kinase enhancer)-A GTPase stimulates Akt activity and mediates cellular invasion.”. J. Biol. Chem. 279 (16): 16441—51. PMID 14761976. doi:10.1074/jbc.M312175200.
- Ahn JY; Hu Y; Kroll TG (2004). „PIKE-A is amplified in human cancers and prevents apoptosis by up-regulating Akt.”. Proc. Natl. Acad. Sci. U.S.A. 101 (18): 6993—8. PMC 406454 . PMID 15118108. doi:10.1073/pnas.0400921101.
- Gerhard DS; Wagner L; Feingold EA (2004). „The status, quality, and expansion of the NIH full-length cDNA project: the Mammalian Gene Collection (MGC).”. Genome Res. 14 (10B): 2121—7. PMC 528928 . PMID 15489334. doi:10.1101/gr.2596504.
- Nie Z, Fei J, Premont RT, Randazzo PA (2005). „The Arf GAPs AGAP1 and AGAP2 distinguish between the adaptor protein complexes AP-1 and AP-3.”. J. Cell. Sci. 118 (Pt 15): 3555—66. PMID 16079295. doi:10.1242/jcs.02486.
- Knobbe CB, Trampe-Kieslich A, Reifenberger G (2005). „Genetic alteration and expression of the phosphoinositol-3-kinase/Akt pathway genes PIK3CA and PIKE in human glioblastomas.”. Neuropathol. Appl. Neurobiol. 31 (5): 486—90. PMID 16150119. doi:10.1111/j.1365-2990.2005.00660.x.
- Hu Y, Liu Z, Ye K (2006). „Phosphoinositol lipids bind to phosphatidylinositol 3 (PI3)-kinase enhancer GTPase and mediate its stimulatory effect on PI3-kinase and Akt signalings.”. Proc. Natl. Acad. Sci. U.S.A. 102 (46): 16853—8. PMC 1283830 . PMID 16263930. doi:10.1073/pnas.0507365102.
- Tang X, Feng Y, Ye K (2007). „Src-family tyrosine kinase fyn phosphorylates phosphatidylinositol 3-kinase enhancer-activating Akt, preventing its apoptotic cleavage and promoting cell survival.”. Cell Death Differ. 14 (2): 368—77. PMID 16841086. doi:10.1038/sj.cdd.4402011.
- Soundararajan M; Yang X; Elkins JM (2007). „The centaurin gamma-1 GTPase-like domain functions as an NTPase.”. Biochem. J. 401 (3): 679—88. PMC 1770848 . PMID 17037982. doi:10.1042/BJ20060555.
- Werden SJ; Barrett JW; Wang G (2007). „M-T5, the ankyrin repeat, host range protein of myxoma virus, activates Akt and can be functionally replaced by cellular PIKE-A.”. J. Virol. 81 (5): 2340—8. PMC 1865929 . PMID 17151107. doi:10.1128/JVI.01310-06.
- Liu X; Hu Y; Hao C (2007). „PIKE-A is a proto-oncogene promoting cell growth, transformation and invasion.”. Oncogene. 26 (34): 4918—27. PMID 17297440. doi:10.1038/sj.onc.1210290.
- Dunphy JL, Ye K, Casanova JE (2007). „Nuclear functions of the Arf guanine nucleotide exchange factor BRAG2.”. Traffic. 8 (6): 661—72. PMID 17461797. doi:10.1111/j.1600-0854.2007.00561.x.